# Силець
Силець — річка в Україні, в Олевському районі Житомирської області. Права притока Уборті (басейн Прип'яті).

## Опис
Довжина річки приблизно 4,8 км.

## Розташування
Бере початок на заході від Рудні-Замисловицької. Тече переважно на північний захід і на південному заході від Юрового впадає у річку Уборть, праву притоку Прип'яті.